# Polymixia busakhini
Polymixia busakhini är en fiskart som beskrevs av Kotlyar 1992. Polymixia busakhini ingår i släktet Polymixia och familjen Polymixiidae. Inga underarter finns listade i Catalogue of Life.